# Picco Tsitsutl
Il Picco Tsitsutl  con i suoi 2.495 m slm è il più alto picco vulcanico del Rainbow Range, che fa parte della cintura vulcanica di Anahim, nella Columbia Britannica, in Canada. È situato all'interno del Parco provinciale di Tweedsmuir Sud, 43 km a nordovest della cittadina di Anahim Lake, 44 km a nordest della Thunder Mountain e 11 km a ovest del Picco Anahim.

## Origine del nome
Nella lingua dei nativi locali Ulkatchot’en, la parola "Tsitsutl" significa montagna colorata e fa riferimento al Rainbow Range, la catena montuosa dell'arcobaleno.